# Coefficient de mouillage
Pour les articles homonymes, voir Coefficient et Mouillage.
Cet article court présente un sujet plus développé dans : Mouillage (physique), tension superficielle et Angle de contact.

Angle de contact.

Le coefficient de mouillage caractérise la faculté d'un liquide à mouiller une surface.
Supposons que l'on dépose une goutte de ce liquide sur une surface. Si, au bord de la goutte, le liquide fait un angle de contact {\displaystyle \theta _{c}} avec la surface, le coefficient de mouillage sera donné par :
{\displaystyle \qquad A(cos(\theta _{c})-1)}
où {\displaystyle A} désigne la tension superficielle du liquide.